# Grúzia a 2018. évi téli olimpiai játékokon
Grúzia a dél-koreai Phjongcshangban megrendezett 2018. évi téli olimpiai játékok egyik részt vevő nemzete volt. Az országot az olimpián 3 sportágban 4 sportoló képviselte, akik érmet nem szereztek.

## Alpesisí
Férfi
| Versenyző          | Versenyszám      | 1. futam      | 1. futam      | 2. futam | 2. futam | Összesítés | Összesítés |
| Versenyző          | Versenyszám      | Idő           | Hely.         | Idő      | Hely.    | Idő        | Helyezés   |
| ------------------ | ---------------- | ------------- | ------------- | -------- | -------- | ---------- | ---------- |
| Iason Abramashvili | Óriás-műlesiklás | nem ért célba | nem ért célba | kiesett  | kiesett  | kiesett    | kiesett    |
| Iason Abramashvili | Műlesiklás       | 52,69         | 35.           | 55,00    | 29.      | 1:47,69    | 28.        |

Női
| Versenyző      | Versenyszám      | 1. futam | 1. futam | 2. futam | 2. futam | Összesítés | Összesítés |
| Versenyző      | Versenyszám      | Idő      | Hely.    | Idő      | Hely.    | Idő        | Helyezés   |
| -------------- | ---------------- | -------- | -------- | -------- | -------- | ---------- | ---------- |
| Nino Tsiklauri | Óriás-műlesiklás | 1:20,02  | 51.      | 1:16,91  | 46.      | 2:36,93    | 46.        |
| Nino Tsiklauri | Műlesiklás       | 55,88    | 43.      | 55,74    | 40.      | 1:51,62    | 39.        |

## Műkorcsolya
| Versenyző           | Versenyszám  | Rövid program | Rövid program | Kűr    | Kűr   | Összesítés | Összesítés |
| Versenyző           | Versenyszám  | Pont          | Hely.         | Pont   | Hely. | Pont       | Helyezés   |
| ------------------- | ------------ | ------------- | ------------- | ------ | ----- | ---------- | ---------- |
| Moris Kvitelashvili | Férfi egyéni | 76,56         | 22.           | 128,01 | 24.   | 204,57     | 24.        |

## Szánkó
| Versenyző       | Versenyszám | 1. futam | 1. futam | 2. futam | 2. futam | 3. futam | 3. futam | 4. futam | 4. futam | Összesítés | Összesítés |
| Versenyző       | Versenyszám | Idő      | Hely.    | Idő      | Hely.    | Idő      | Hely.    | Idő      | Hely.    | Idő        | Helyezés   |
| --------------- | ----------- | -------- | -------- | -------- | -------- | -------- | -------- | -------- | -------- | ---------- | ---------- |
| Giorgi Sogoiani | Férfi egyes | 49,300   | 30.      | 49,151   | 34.      | 49,008   | 33.      | kiesett  | kiesett  | 2:27,459   | 32.        |